# Stern-Flockenblume
Die Stern-Flockenblume (Centaurea calcitrapa), auch Fußangel-Flockenblume genannt, ist eine Pflanzenart aus der Gattung der Flockenblumen (Centaurea) innerhalb der Familie der Korbblütler (Asteraceae).

## Beschreibung

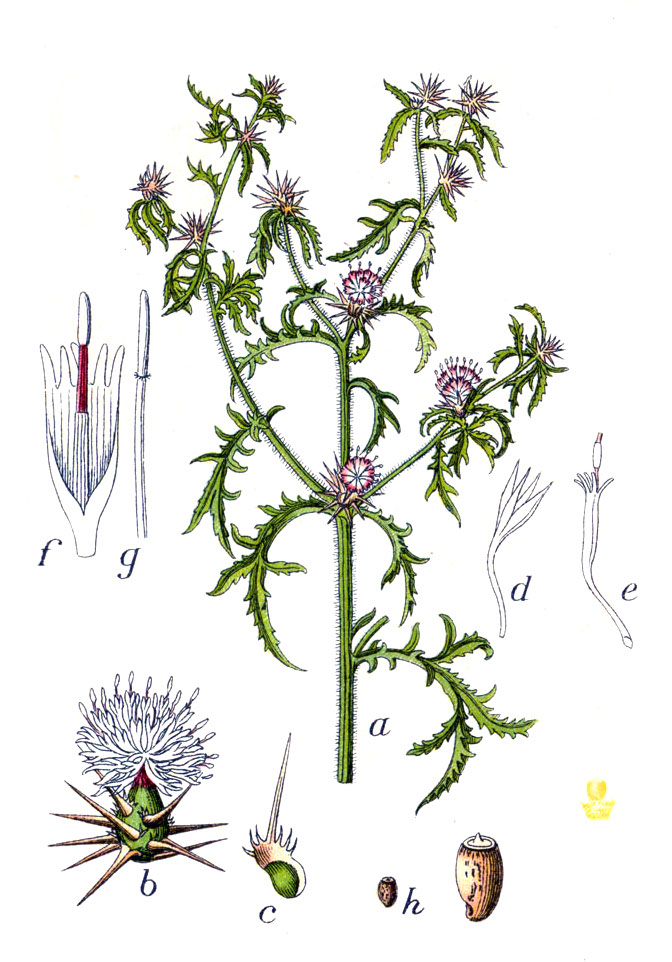
Illustration aus Sturm

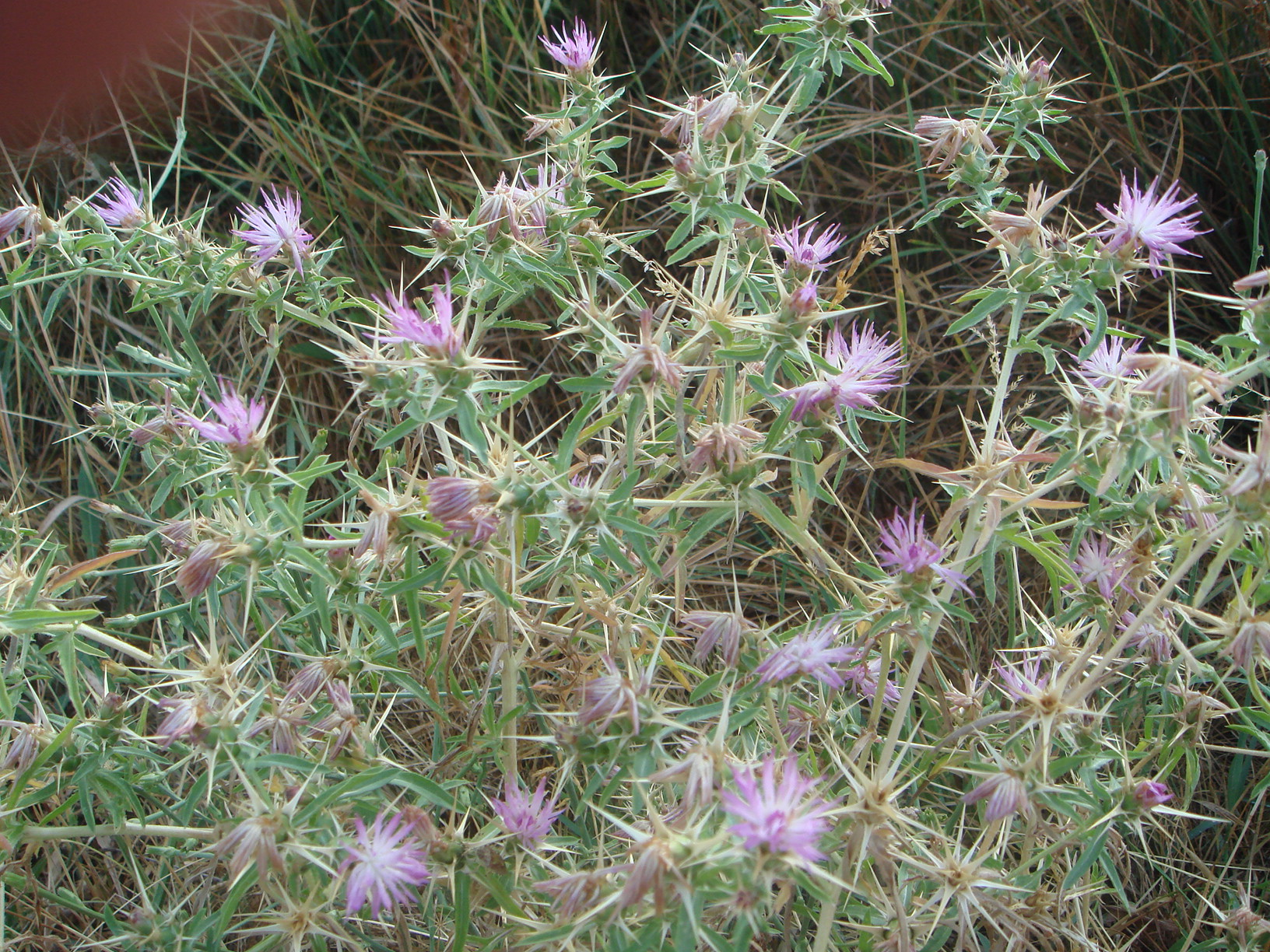
Habitus und Blütenkörbe

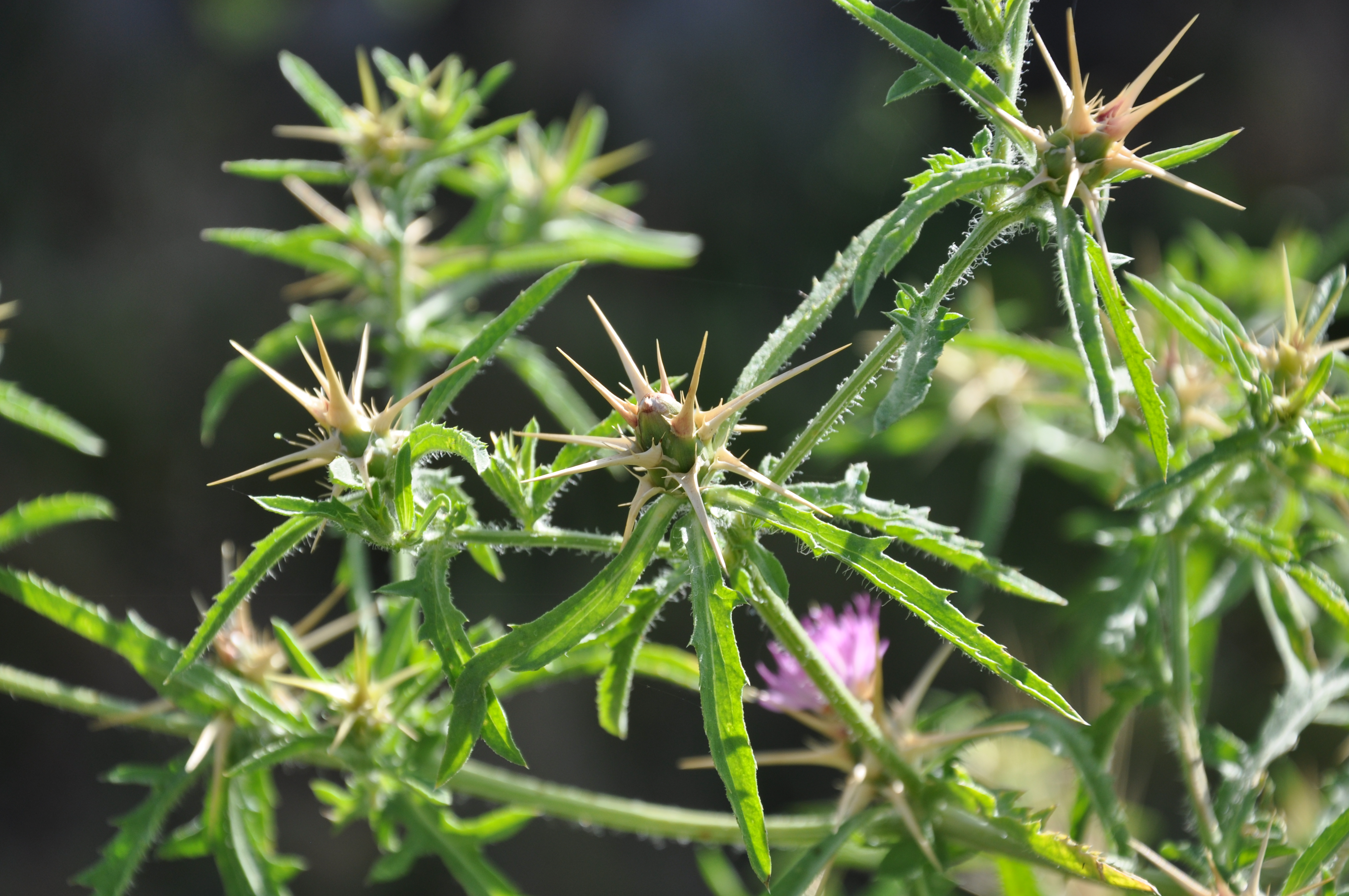
Blütenstände

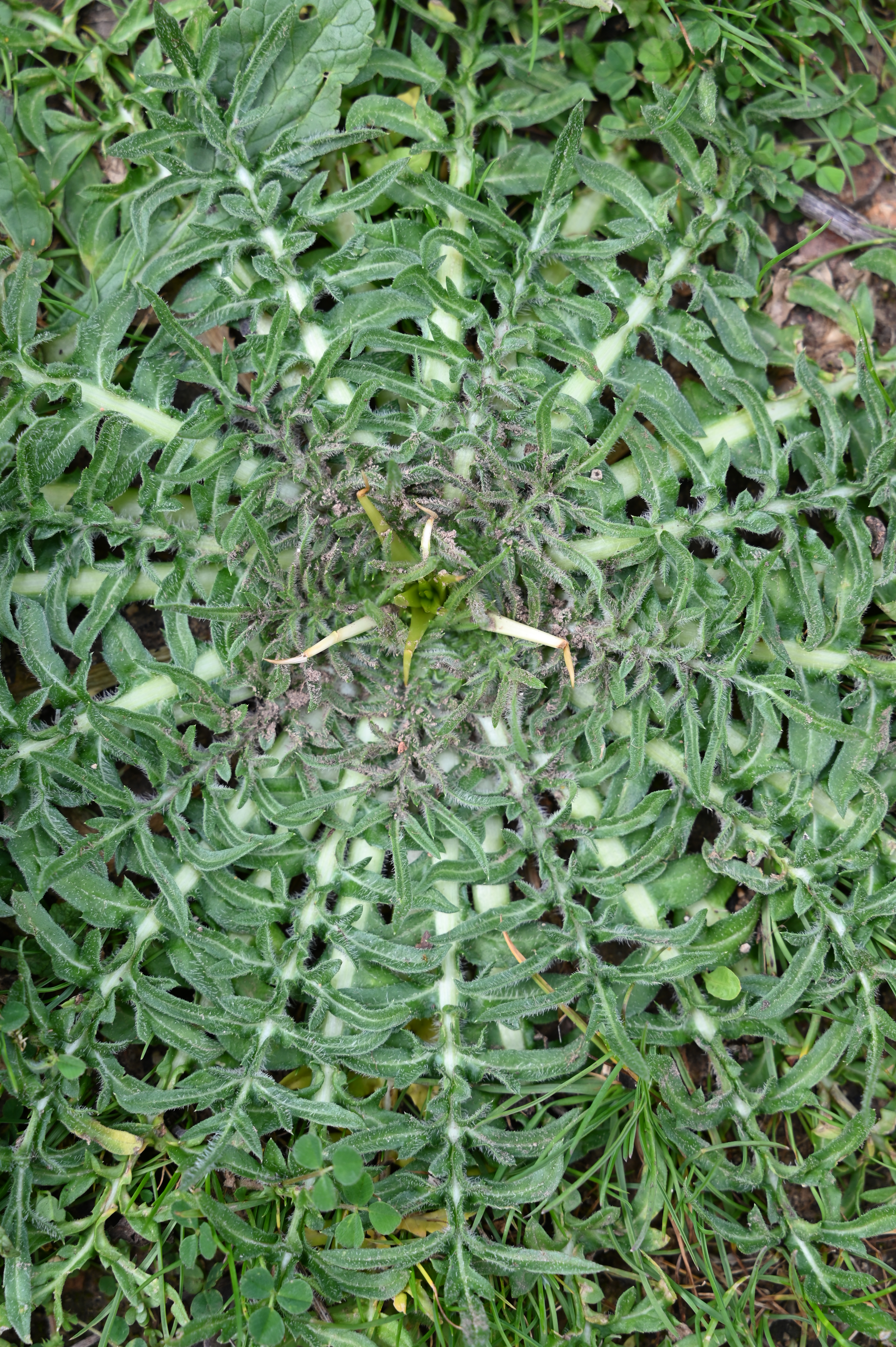
Blattrosette

### Vegetative Merkmale
Die Stern-Flockenblume ist eine zweijährige krautige Pflanze, die Wuchshöhen von 10 bis 50, selten bis zu 100 Zentimetern erreicht. Die oberirdischen Pflanzenteile sind spinnwebig behaart und im oberen Bereich kahl (Indument). Der Stängel wächst aufrecht oder aufsteigend, kriechend-aufsteigende und ist vom Grund an wiederholt sparrig verzweigt, so dass zickzackartig gebogene Zweige entstehen.
Die Laubblätter sind beiderseits zerstreut kurz flaumig behaart. Die unteren Laubblätter sind bis zu 8 Zentimeter lang und fiederschnittig geteilt. Ihre bis zu 2,5 Zentimeter langen Blattabschnitte sind lanzettlich, „gezähnelt“ und fast stechend. Die grundständigen Laubblätter sind zur Anthese schon vertrocknet. Die Stängelblätter sind sitzend, fiederspaltig mit lanzettlichen bis spießförmigen, entfernt gesägten Abschnitten.

### Generative Merkmale
Die Blütezeit reicht je nach Standort von Juli bis August Juni bis Oktober. Die hell-lila körbchenförmigen Blütenstände befinden sich einzeln endständig an den Stängeln und von den obersten Laubblättern gestützt oder, sehr zahlreich, sitzend in den Blattachseln. Die Hülle ist bei Durchmessern von bis zu 1 Zentimetern, einer Höhe von etwa 10 Millimetern sowie einer Breite von etwa 6 Millimetern birnenförmig oder eiförmig. Die dachziegelartig angeordneten Hüllblätter haben einen 1 bis 3 Zentimeter langen, sehr kräftigen, endständigen, abgeknickten, blass-gelben Stachel und an der Seite wenige kleine Zähne. Es sind nur Röhrenblüten vorhanden, die fünfzipflig und fahl-purpurfarben sind. Die äußeren Blüten sind steril und nicht „strahlend“.
Die weißliche Achäne ist bei einer Länge von 2 bis 4, selten bis zu 7 Millimetern eiförmig mit einem Haarkranz. Ein Pappus fehlt.

### Chromosomensatz
Die Chromosomengrundzahl beträgt x = 10; es liegt Diploidie mit einer Chromosomenzahl von 2n = 20 vor.

## Ökologie
Bei der Stern-Flockenblume handelt es sich um einen skleromorphen Hemikryptophyten und eine bienne, hapaxanthe Pflanze.
Centaurea calcitrapa ist proterandrisch. Blütenökologisch handelt es sich um Körbchenblumen mit ausschließlich Röhrenblüten und mit völlig verborgenem Nektar. Als Belohnung für Bestäuber ist Nektar vorhanden. Die Bestäubung erfolgt durch Insekten. Bestäuber sind Bienen, Hummeln, Wespen, Bombyliden sowie Syrphiden.
Die Ausbreitung der Diasporen, es sind die Achänen, erfolgt durch Anemochorie und Epichorie.
Gallbildungen werden durch Eriophyes centaureae und Urophora macrura hervorgerufen. Centaurea calcitrapa ist Wirtspflanze für die Pilzart Puccinia calcitrapae.

## Vorkommen
Centaurea calcitrapa kommt ursprünglich in Süd- sowie Südosteuropa, Nordafrika, Makaronesien und Westasien bis Iran und Arabien vor. Es gibt Fundortangaben für Madeira, die Kanarischen Inseln, Algerien, Marokko, Tunesien, Gibraltar, Spanien, die Balearen, Portugal, Andorra, Frankreich, Monaco, Korsika, Sardinien, Italien, San Marino, Sizilien, Malta, die Schweiz, Liechtenstein, Österreich, Deutschland, Belgien, Luxemburg, die Niederlande, das Vereinigte Königreich, Irland, Norwegen, Lettland, Polen, Ungarn, Tschechien, die Slowakei, Serbien, den Kosovo, Bosnien und Herzegowina, Kroatien, Bulgarien, Montenegro, Albanien, Rumänien, Nordmazedonien, Griechenland, Kreta, Inseln in der östlichen Ägäis, Zypern, die Türkei, Syrien, den Libanon, Jordanien, Ägypten, die Ukraine und die Krim. Sie in vielen Gebieten der Welt ein Neophyt und gilt als invasive Pflanzenart. In Deutschland und Großbritannien gilt sie als Archäophyt.
Die Stern-Flockenblume wächst in Mitteleuropa an sonnig-warmen Hängen, an Wegesrändern und Ruderalstandorten in Pflanzengesellschaften der Verbände Polygonion avicularis und Sisymbrion. In Südeuropa kommt sie auch in Pflanzengesellschaften des Verbands Hordeion vor.
Die ökologischen Zeigerwerte nach Landolt et al. 2010 sind in der Schweiz: Feuchtezahl F = 2 (mäßig trocken), Lichtzahl L = 4 (hell), Reaktionszahl R = 4 (neutral bis basisch), Temperaturzahl T = 4+ (warm-kollin), Nährstoffzahl N = 2 (nährstoffarm), Kontinentalitätszahl K = 2 (subozeanisch).

## Systematik
Die Erstveröffentlichung von Centaurea calcitrapa erfolgte 1753 durch Carl von Linné in Species Plantarum, Tomus II, Seite 917. Das Artepitheton "calcitrapa" bedeutet „Fußangel“ und bezieht sich auf die stacheligen Blütenkörbe. Synonyme für Centaurea calcitrapa L. sind: Calcitrapa stellaris Hill, Centaurea adulterina DC., Centaurea calcitrapoides L., Centaurea myacantha DC., Centaurea horrida Ten. non Centaurea horrida Badarò, Centaurea calcitrapa subsp. horrida Arcang.
Je nach Autor gibt es von Centaurea calcitrapa etwa drei Unterarten:
- Centaurea calcitrapa L. subsp. calcitrapa[10]
- Centaurea calcitrapa subsp. angusticeps (H.Lindb.) Meikle (Syn.: Centaurea angusticeps H.Lindb.): Dieser Endemit kommt nur auf Zypern vor.[10]
- Centaurea calcitrapa subsp. cilicica (Boiss. & Balansa) Wagenitz (Syn.: Centaurea cilicica Boiss. & Balansa): Sie kommt in der Türkei vor.[10]

## Nutzung
Im Vulture-Gebiet in Lukanien wurden die jungen Blätter von den ansässigen Albanern (Arbëreshe) gebraten und gegessen.
Die Stern-Flockenblume diente außerdem als Volksheilmittel gegen Augentripper, Fieber, Gelbsucht und Hautkrankheiten. Nach neueren Untersuchungen enthält die Pflanze Antioxidantien.

## Trivialnamen
Die Stern-Flockenblume hat folgende deutschsprachige Trivialnamen: Sterndistel, Wegdistel, Wollendistel. Historisch belegt sind: Zeisala (althochdeutsch), Zeisela (mittelhochdeutsch), Zeisele (mittelhochdeutsch), Zeselswrze (mittelhochdeutsch), Caudetrape (mittelhochdeutsch), Chaussetrappe (mittelhochdeutsch), Sterredistel (mittelniederdeutsch).